# UTC−6

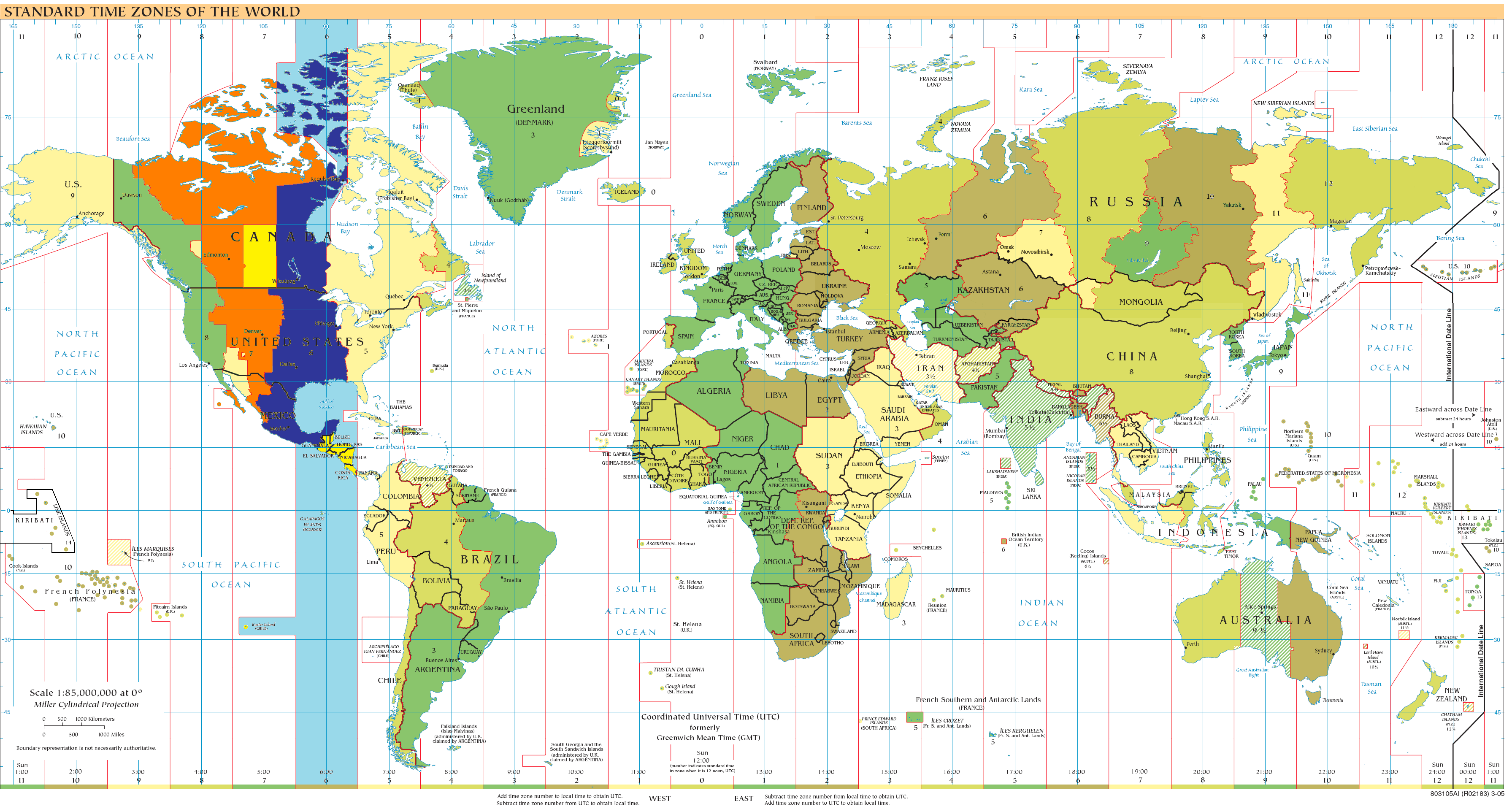
wintertijd
zomertijd
aan land, gehele jaar
op zee, gehele jaar

UTC−6 is een van de tijdzones die op het westelijk halfrond gebruikt worden.

## Gebieden in de zone van UTC−6

### Gebieden die enkel in UTC−6 liggen
- Belize
- Costa Rica
- El Salvador
- Guatemala
- Honduras
- Nicaragua

### Landen die in meerdere zones liggen
- Canada
- Verenigde Staten
- Mexico
- Ecuador: Galápagos (provincie)